# Zachary Richard, toujours batailleur
 (janvier 2018).
Si vous disposez d'ouvrages ou d'articles de référence ou si vous connaissez des sites web de qualité traitant du thème abordé ici, merci de compléter l'article en donnant les références utiles à sa vérifiabilité et en les liant à la section « Notes et références ».
Pour plus de détails, voir Fiche technique et Distribution.
Zachary Richard, toujours batailleur est un film canadien réalisé et écrit par Phil Comeau.
La première mondiale du film a eu lieu au Théâtre Capitol à Moncton, lors du 30e festival Ficfa en novembre 2016.

## Synopsis
Sur la thématique de la résilience du peuple acadien, le chanteur Zachary Richard part en voyage afin d'enquêter sur l’identité acadienne aujourd’hui au Canada et aux États-Unis. Il retrace le parcours fascinant de son héritage, cherchant à comprendre comment l’Histoire a façonné sa culture francophone,,.
Zachary fait d’étonnantes découvertes sur ses propres ancêtres, les Richard et les Boudreau, qui vécurent en Acadie (au Canada) pendant un siècle et demi, avant de résister face aux occupants britanniques dans le but de saborder les déportations de 1755 et de 1758.
Zachary visite dans les trois provinces maritimes, les anciens villages acadiens de ses ancêtres et ensuite les camps de réfugiés où ils auront eu à survivre au froid et à la famine. Finalement capturés et emprisonnés sur l’Île George à Halifax, ses ancêtres seront du premier grand voyage de migration en 1764-1765 vers la Louisiane, en compagnie de Beausoliel Broussard, le chef de la résistance acadienne.
Rendu dans une Louisiane fortement métissée depuis l’arrivée de ses ancêtres il y a deux siècles et demie, Zachary interroge son entourage sur le sentiment d’appartenance à leurs origines acadiennes. Malgré les nombreux événements douloureux de l'histoire de son peuple, le « batailleur » Zachary arrivera-t-il à se réconcilier avec son passé pour pardonner et se tourner vers l’avenir, ?

## Fiche technique
- Titre original : Zachary Richard, toujours batailleur
- Titre anglais : Zachary Richard, Cajun Heart[7]
- Réalisation : Phil Comeau
- Scénario : Phil Comeau
- Photographie : Bernard Fougères
- Son : Serge Arseneault
- Montage : Julien Cadieux
- Musique : Zachary Richard
- Production : Jean-Claude Bellefeuille
- Société(s) de production : Bellefeuille Production
- Pays d'origine :  Canada
- Langue originale : Français
- Genre : documentaire
- Durée : 1h20 (& version TV: 52 min)
- Télédiffusions : Unis-TV et TV5 Monde (dans 198 pays)

## Prix
- Prix du Public - 30e Festival international du cinéma francophone en Acadie (Moncton, Canada)
- Meilleur long métrage - 30e Festival international du cinéma francophone en Acadie (Moncton, Canada)
- Meilleur documentaire canadien ou international - 17e Silver Wave Film Festival (Fredericton, Canada)
- Prix du public Radio-Canada Acadie (Provinces maritimes, Canada)
- Artiste s’étant le plus illustré à l’extérieur de l’Acadie - 20e Prix Éloize (Provinces maritimes, Canada)
- Grand Prix Director’s Choice - 12e Festival Cinema on the Bayou (Lafayette, Louisiane, É-U)
- Award of Merit - 15e Accolade Global Film Competition (San Diego, Californie, É-U)
- Remi Award, 53e Worldfest Houston International Film Festival (Houston, Texas)
- Prix de la Ville de Dieppe - 5e Festival du film canadien de Dieppe (Dieppe, France)
- Exceptional Merit - 3e Docs Without Borders Film Festival (Delaware, É-U)
- Human Spirit Award - 3e Docs Without Borders Film Festival (Delaware, É-U)
- Meilleur long métrage documentaire, 16e South Film and Arts Academy Festival (Rincagua, Chili)
- Meilleur long documentaire - 27e Ficocc Five Continents International Film Festival (Puerto la Cruz, Venezuela)
- Golden World Award - 6e World Film Awards (Bali, Indonésie)
- Platinum Award for Director - 4e Documentary Directors Awards (Jakarta, Indonésie)
- Meilleur réalisateur au Indo-Global International Film Festival (Mumbai, Inde)
- Meilleur concept, 3e The Buddha International Film Festival (Pune, Inde)
- Meilleur concept sonore - Oniros Film Awards (Aoste, Italie)
- Meilleur production - Oniros Film Awards (Aoste, Italie)

## Sélections officielles
- 35e Festival international du film sur l’art (Montréal, Qc)
- 4e Los Angeles CineFest (LA, Californie)
- 5e International Filmmaker Festival (Nice, France) - 3 nominations : réalisation, production, photo
- 9e Move Me Productions Film Festival (Anvers /Antwerp, Belgique)
- 8e Festival 24 images seconde (Florac, France)
- 10e Festival Les Cousins d'Amérique (Loudun, France)
- 24e Les Nuits Cajun (Saulieu, France)
- 1er Oniros Film Awards (Aoste, Italie)
- 7e Festival de cinéma de la ville de Québec (Québec, Qc)
- 3e Charlottetown Film Festival (Charlottetown, IPE)
- 38e Atlantic International Film Festival (Halifax, N-É)

## Reconnaissances
- Présentation spéciale du film aux Nations unies, à Genève en mars 2017[8].
- Deux nominations aux Prix Gémeaux – meilleure réalisation et meilleur scénario (Académie canadienne du cinéma et de la télévision, Montréal)[9]
- Prix du Public, 20e Prix Éloizes (Provinces maritimes, Canada)
- Phil Comeau - Artiste s'étant le plus illustré⋅e à l'extérieur de l'Acadie, 20e Prix Éloizes

## Diffusions à la télévision
- UNIS-TV - au Canada.
- TV5 Monde - dans 198 pays.